# Kværn Sogn
Kværn Sogn (på tysk Kirchspiel Quern) er et sogn i det nordøstlige Angel i Sydslesvig. Sognet lå dels i Ny Herred (Flensborg Amt) og dels i Munkbrarup Herred, nu i den vestlige del af Stenbjergkirke Kommune i Slesvig-Flensborg Kreds i delstaten Slesvig-Holsten. 
I sognet ligger den tidligere danske domæneskov Frederiksdal eller Horskobbel.
I Kværn Sogn findes flg. stednavne:
- Bjerremark (på dansk også Bjergemark, Bargfeld)
- Butkær (ældre dansk Butkjær, tysk Bortkayr)
- Damsted (Dammstedt)
- Filipsdal (oprindelig: Pinningsand, tysk: Philipsthal)
- Frederiksdal el. Kastrup (tysk: Friedrichstal)
- Grøftsholt
- Hatlund (Hattlund)
- Hatlundmose
- Hatlundmølle
- Havernæs
- Jørgensby (Jürgensby)[1]
- Kalleby
- Kværnskov el. Kværnholt (Quernholz)
- Lille Kværn (Klein-Quern)
- Munkekors
- Mølledam
- Nybøl (Nübel)
- Nybølmark (Nübelfeld)
- Rævegrav (Fuchsgraben)
- Rødeled (Rodeheck)
- Rojkær (Roikier)
- Skjold (Schiol)
- Skærsbjerg (også Skjærsbjerg)
- Store Kværn (Groß-Quern)
- Tingskov (Dingholz, resten hører til Sterup og Sørup Sogn)
- Vesterholm (Westerholm)